# أولاد اشعيب (الواد لخضر)
أولاد اشعيب هي إحدى مشيخات المملكة المغربية، تتبع جغرافيا لإقليم قلعة السراغنة وإداريًا لالواد لخضر. يقدر عدد سكانها بـ 4051 نسمة حسب الإحصاء الرسمي للسكان والسكنى لسنة 2004.